# Maximilian Franciscus Blaunfeldt

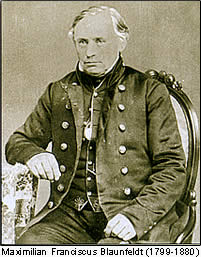
Maximilian Franciscus Blaunfeldt

Maximilian Franciscus Blaunfeldt (* 26. April 1799 in Apenrade; † 29. Januar 1880 in Kopenhagen) war ein Advokat und Hardesvogt in dänischen Diensten.

## Ausbildung
Maximilian Franciscus Blaunfeldt war der vierte Sohn eines gleichnamigen armen Handschuhmachers (* 1749; † 26. April 1821 in Apenrade) und dessen Ehefrau Ingeborg, geborene Petersen (* um 1752; † 31. August 1829 in Apenrade). Nach der Konfirmation verließ er die Schule und das Elternhaus, um als Schreiber bei dem Hardesvogt Sievers in Apenrade zu arbeiten. Mit der Hilfe mehrerer Gönner lernte er, angeleitet von seinem Arbeitgeber, die alten Sprachen. Er galt als intelligenter, fleißiger und gewandter Angestellter und arbeitete zehn Jahre bei Sievers.
Mit erneuter Hilfe von Gönnern wechselte Blaunfeldt zu Ostern 1824 in die Sekunda der Domschule Schleswig. Im Folgejahr erhielt er keine Förderung und stellte daher, um weiter lernen zu können, einen erfolgreichen Antrag für eine Anleihe aus dem Fonds ad usus publicos. Zu Ostern 1826 bestand er das Maturitätsexamen und studierte, von großen finanziellen Problemen begleitet, ab dem folgenden Sommersemester Rechte an der Universität Kiel. Zu seinen Lehrern gehörten Nicolaus Falck und Friedrich Christoph Dahlmann. Im Wintersemester 1827/28 unterbrach er das Studium aufgrund einer nervösen Krankheit und fehlenden Geldes. 1828 stellte er im fünften Semester den Antrag, vom Triennium befreit zu werden. Diese Mindeststudienzeit hätte er benötigt, um eine Stelle in den Herzogtümern bekommen zu können. Aufgrund guter Zeugnisse seiner Professoren wurde sein Antrag angenommen. Im Oktober 1828 bestand er das juristische Examen.

## Wirken als selbstständiger Advokat
Am 25. November 1828 heiratete Blaunfeldt in Kopenhagen Emilie Rafn (* 2. Mai 1801 in Kopenhagen; † 11. Dezember 1874 ebenda), mit der er zwei Töchter und zwei Söhne hatte. Seine Ehefrau war eine Tochter des Naturforschers Carl Gottlob Rafn und dessen Ehefrau Anna Cathrina, geborene Lorentzen. Nach der Hochzeit zog Blaunfeldt Ende 1828 nach Schleswig und arbeitete dort als Advokat. Der Tischlermeister F. W. Röh bezichtigte ihn des Meineids, da von ihm gelieferte Möbelstücke angeblich nicht bezahlt wurden. Aufgrund des Verfahrens wurde Blaunfeldt die Advokatur zwischenzeitlich entzogen und er verlegte seinen Wohnsitz nach Flensburg. Hier war er als Advokat und juristischer Berater für dänische Schleswiger tätig und besaß nach kurzer Zeit eine bedeutende Praxis.
Im Laufe der Zeit wurde Blaunfeldt auch in anderen Bereichen tätig. 1837 trat er in ein in Flensburg gewähltes Komitee ein, das sich mit dem Bau der Eisenbahnstrecke beschäftigte, die von Flensburg über Husum nach Tönning führen sollte, womit eine Abhängigkeit von Hamburg und der existierenden Bahnstrecke Altona-Kiel reduziert werden sollte. Von 1839 bis 1842 besaß er nominell gemeinsam mit Jacob Iversen aus Apenrade eine Kupfermühle in Krusau. 1840/41 arbeitete Blaunfeldt für einige Zeit bei der Flensburger Zeitung mit, die sich für den Gesamtstaat einsetzte.
1846 unterzeichnete er eine Danksagung an Christian VIII. für dessen offenen Brief vom 8. Juli 1846 und bezeichnete dies noch viele Jahre später als „Maßstab seiner politischen Gesinnung“. Wohl als Lohn dafür wurde das ihm als Schüler gewährte Darlehen aus dem Fonds ad usus publicos, das er in als zwanzig Jahre nicht annähernd zurückgezahlt hatte, im Jahr 1847 in ein Geschenk umgewandelt. Bei Ausbruch der Schleswig-Holsteinischen Erhebung verweigerte er der Provisorischen Regierung nachdrücklich die Anerkennung. Mit einem gemieteten Segelschiff wollte er mit seiner Familie und seinem Besitz nach Kopenhagen entkommen. Die Überfahrt begann am 29. März 1848. Der schleswig-holsteinisch eingestellte Buchbinder J. F. Sauermann aus Flensburg engagierte mehrere Dragoner, die das Schiff kaperten, woraufhin Blaunfeldt in Haft geriet. Er verbrachte zwölf Tage in Flensburg, wurde nach Rendsburg und anschließend nach Kopenhagen verlegt, wo er aus der Haft freikam.  Er bemühte sich danach jahrelang um eine finanzielle Entschädigung für die Haftzeit und eine Strafe für Sauermann und dessen Helfer.
In Kopenhagen veröffentlichte er 1848/49 mehrere Texte, in denen er die dänische Position in der Auseinandersetzung um die Stellung des Herzogtums Schleswig zu Dänemark darstellte und verteidigte.

## Eintritt in dänische Dienste

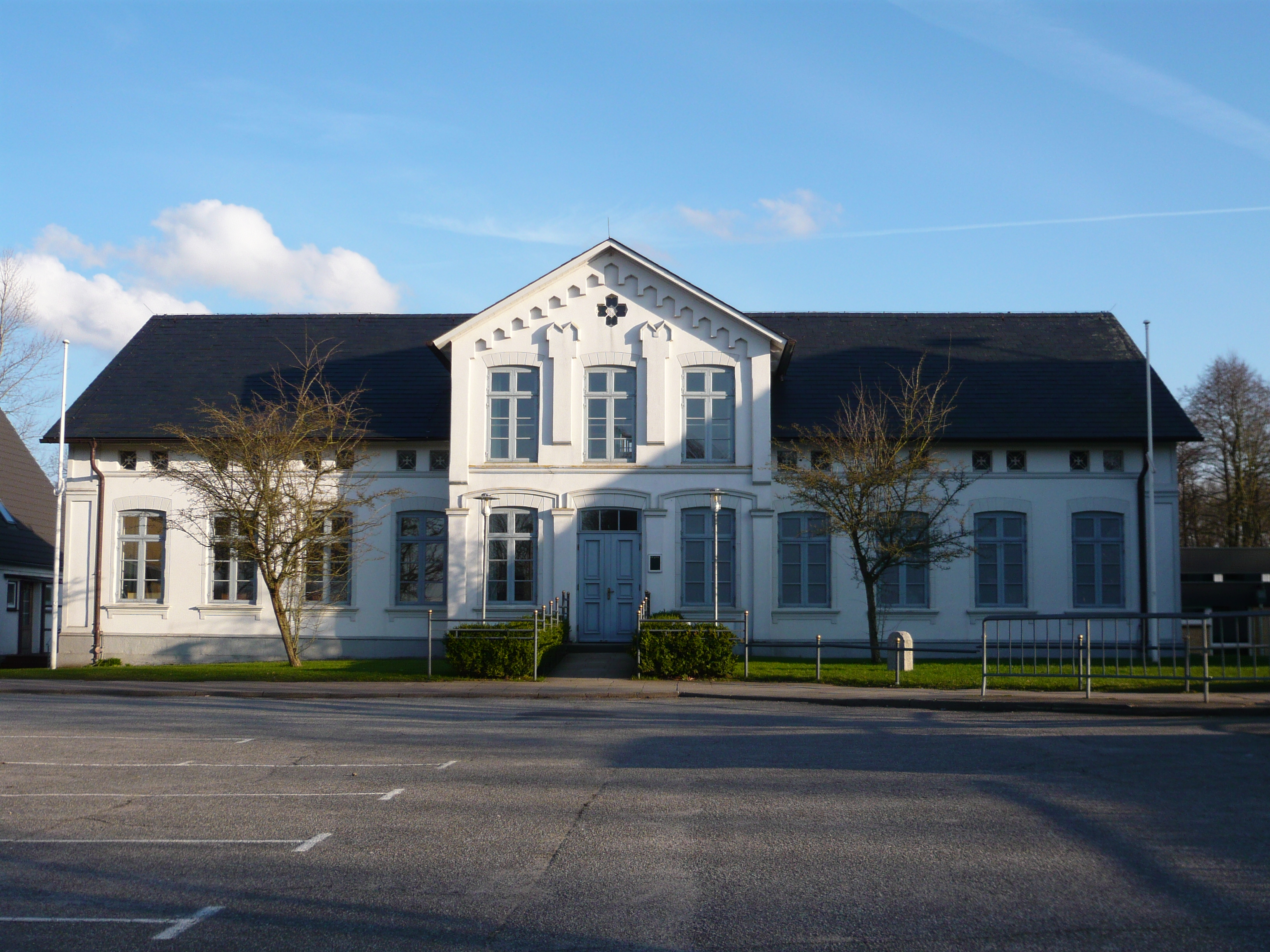
Hardesvogtei in Fleckeby

Durch sein Handeln hatte Blaunfeldt seine prodänische Einstellung bewiesen. Der dänische Finanzminister Wilhelm Sponneck berief ihn im November 1849 zum verantwortlichen Redakteur der Flensburger Zeitung, die vom 18. Oktober 1849 bis zum 30. September 1850 den Titel Flensburger Correspondent trug. Wenig später reichte er bei dem Eiderdänen Friedrich Wilhelm Tillich, der eingesetzter außerordentlicher Kommissar für das Herzogtum Schleswig war, seine Bewerbung um die Landvogtei Husum ein. Tillich schlug ihm daraufhin die Hardesvogtei der Hüttener Harde vor und kam Blaunfeldts Wunsch, zusätzlich auch die Hohner Harde zu erhalten, nach. Ende Dezember 1850 wurde er als Vogt beider Harden bestätigt und hatte ab 1856 seinen Sitz in Fleckeby. Die Hohner Harde übernahm er aufgrund der Belagerung durch schleswig-holsteinische Truppen erst im Februar 1851. 1854 musste er trotz energischer Proteste die Hohner Harde wieder abgeben. Er machte daraufhin Ansprüche auf Entschädigung geltend, fand damit jedoch kein Gehör.
Wenig später gab Blaunfeldt einen Neubau der Fleckebyer Hardesvogtei in Auftrag. Bei den Arbeiten an diesem Herrensitz nutzte er die kostenlosen Hand- und Spanndienste der Bevölkerung, die sich darüber empörte. Auch sonst galt er als Despot, der Amtsmissbrauch betrieb und gesetzeswidrige Verhaftungen vornehmen ließ, weshalb ihn die einheimische Bevölkerung entschieden ablehnte. Minutiös und gnadenlos ging er gegen Verstöße vor, die auf schleswig-holsteinischer Gesinnung beruhten. Dazu gehörte das Singen des Schleswig-Holstein-Liedes, die Verwendung der Landesfarben oder die reine Nennung der Schleswig-Holsteinischen Courantmark, die nach dem dänischen Staatsbankrott von 1813 abgeschafft worden war, mit der die Schleswig-Holsteiner aber nach wie vor rechneten. Außerdem wurde er als habgierig und beinahe süchtig nach Sporteln bezeichnet.
1863 wurde Blaunfeldt zum Justizrat ernannt. Als Christian IX. den Königsthron übernahm, legte Blaunfeldt umgehend den Huldigungseid ab. Daher wurden ihm im Januar 1864 Adlige Güter der Eckernförder Harde, deren Eigentümer den Eid verweigerten, unterstellt. Kurz nach Ausbruch des Deutsch-Dänischen Krieges wurde er in der Nacht vom 2. auf den 3. Februar 1864 als dänischer Spion verhaftet. Bei seiner Unterbringung im Kronwerk Rendsburg jubelte die Bevölkerung. Dort gegen ihn geführte Investigationen bestätigten Spionagetätigkeiten nicht. Er selbst versicherte immer, völlig unschuldig zu sein. Da er jedoch als „höchst gefährliches Subjekt“ galt, blieb er in Haft. Die Oberste Zivilbehörde entfernte ihn am 10. März 1864 aus seinem Amt. Die Haft in Rendsburg endete am 25. März 1864. Danach wurde er nach Flensburg überstellt, wo Untersuchungen mutmaßlicher Dienstvergehen erfolgten. Am 1. Juni 1864 wurde er freigelassen, verbunden mit der Auflage, binnen 24 Stunden aus den Herzogtümern auszureisen.
Blaunfeldt begab sich daraufhin nach Kopenhagen, wohin seine Familie bereits geflohen war. Hier reichte er erfolglose Beschwerden gegen seine Amtsnachfolger ein, die eigenmächtig Hand an sein Eigentum gelegt hätten. Außerdem verlangte er Ersatz seiner kriegsbedingt erlittenen Schäden und forderte beharrlich seine Rechte ein. Weitere Kontrollen der Rechnungsbücher seiner Hardesvogtei endeten mit dem Ergebnis, dass Unregelmäßigkeiten vorlagen und Bestände fehlten.

## Werke
- Staatsrechtliche Stellung des Herzogthums Schleswig, und Einfluss einer Aufhebung der bisherigen administrativen Verbindung dieses Herzogthums mit Holstein auf schleswigsche Zustände. Kopenhagen 1848
- Das schleswigsche Sprachrescript vertheidigt wider die Angriffe des Herrn Conferenzraths Raaslöff. Kopenhagen 1863